# Merrifield
Merrifield – jednostka osadnicza w Stanach Zjednoczonych, w stanie Minnesota, w hrabstwie Crow Wing.